# Quartinia uzbeka
Quartinia uzbeka är en stekelart som beskrevs av Kostylev 1935. Quartinia uzbeka ingår i släktet Quartinia och familjen Masaridae. Inga underarter finns listade i Catalogue of Life.